# Kargowa
Kargowaⓘ (em alemão: Unruhstadt) é um município no oeste da Polônia. Pertence à voivodia da Lubúsquia, no condado de Zielona Góra. É a sede da comuna urbano-rural de Kargowa, situada na bacia de Kargowa, no rio Obrzyca.
Estende-se por uma área de 4,6 km², com 3 746 habitantes, segundo o censo de 31 de dezembro de 2021, com uma densidade populacional de 814,3 hab./km².
A vila estava localizada, em 1581, no condado de Kościan, na voivodia de Poznań. Entre 1975 e 1998, a aldeia pertenceu administrativamente à voivodia de Zielona Góra.

## Localização
Em 31 de dezembro de 2021, a cidade tinha uma área de 4,6 km².
Kargowa está localizada na região histórica da Grande Polônia.
Há três lagos próximo de Kargowa: Linie, Zacisze e Wojnowskie.

## História

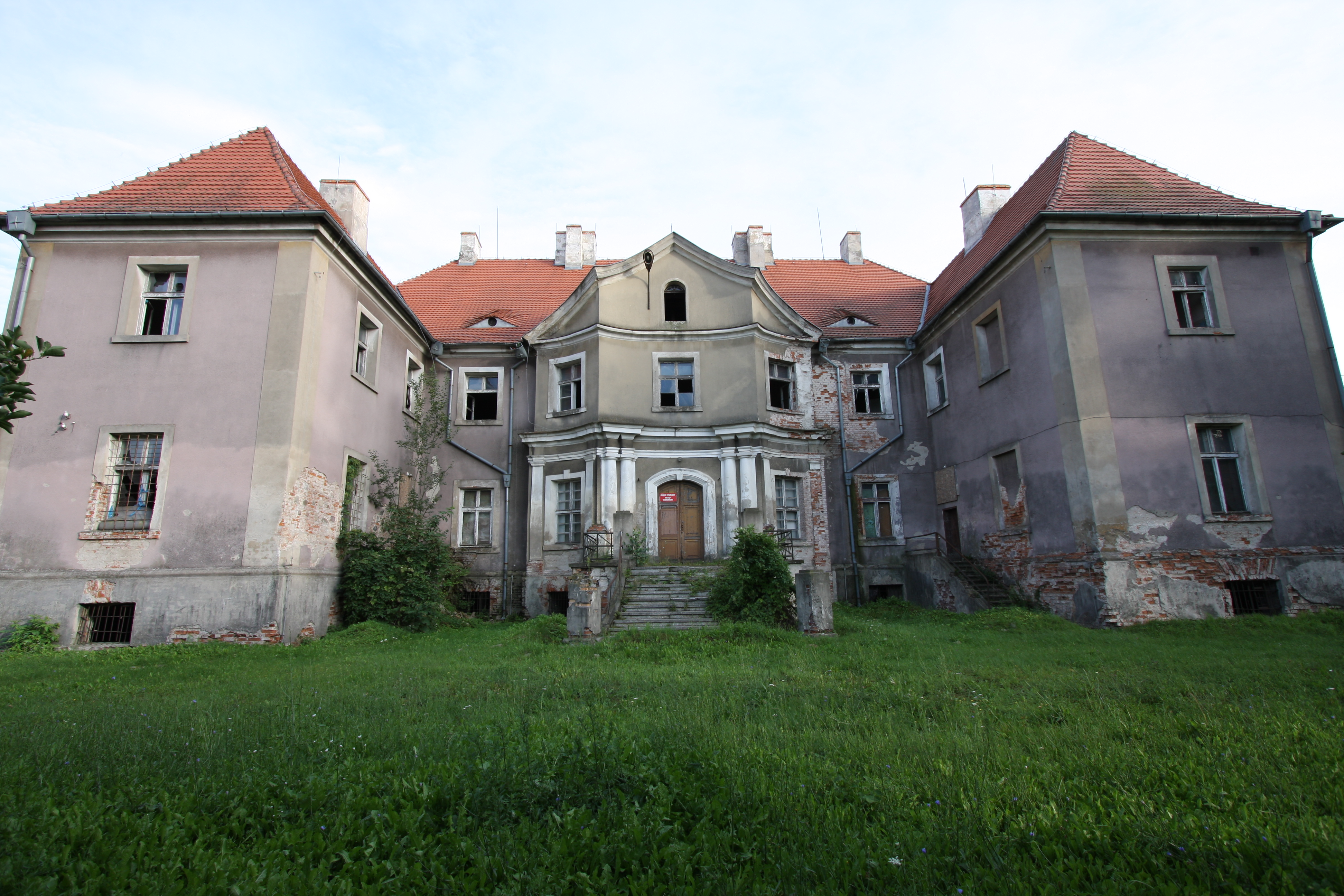
Palácio de Kargowa

O vilarejo era originalmente ligado a Grande Polônia. Ele tem origens medievais e existe desde pelo menos o século XIII. Foi mencionado pela primeira vez em 1360 com o nome Cargowo, em 1400 com o nome atual Kargowa, em 1434 Gargowa, em 1443 Dargowa, em 1510 Tharghowa.
Originalmente, a aldeia pertencia à nobreza local da Grande Polônia. Em 1360, um documento judicial registrou a primeira menção da existência do assentamento, que era então propriedade de Dzierżykraj — testemunha do processo. A partir do século XV, a família Kotwicz era proprietária da aldeia. Em 1400–1402, Witek Kotwicz, também chamado de Wojtek, foi registrado. Em 1400 ele estava em uma disputa judicial com Przybysław Gryżyński, e em 1402 ele estava em uma disputa com Grzymek Brodzki devido a uma fiança de 50 grzywna. Entre 1408 e 1444, os proprietários da aldeia eram Nikiel Kargowski e seu irmão Bernard ou Burchard Kotwicz. De 1439 a 1453, o proprietário da aldeia era Wincenty Kargowski. Em 1451, ele comprou metade de Kargowa por 300 grzywna de seus irmãos Jan e Wincenty de Goździchów e Puszczykowo, perto de Wielichów.
No século XV, a vila ficava perto da fronteira da Polônia e do Ducado de Głogów. Em 1453, Wincenty, de Kargowa e de Kolsk, que na época pertenciam ao ducado, bem como Wojciech Jarogniewski, de Jaromierz, demarcaram amigavelmente Kargowa de Jaromierz. Em 1463, o vilarejo estava no condado de Kościan da Coroa do Reino da Polônia. Naquele ano, Jędrzych ou Henryk, chamado Kargowski, legou à sua esposa Katarzyna 30 grzywnas de dote e uma viana sobre metade da aldeia.
Em 1528, o curso da fronteira com Klinice, então situada no Ducado de Głogów, foi estabelecido ao longo do rio Mościska, que fluía da Grande Floresta identificada com a área da atual aldeia de Karszyn. Em 1554, os montes de canto das aldeias de Kargowa, Kopanica e Uścia, pertencentes a Jaromierz, foram registrados como estando no rio Obrzyca. Em 1542–1603, a fronteira entre Kargowa e Kopanica passava perto de uma ilha fluvial e de uma floresta chamada Dźwinne. Em 1571, o camareiro demarcou a fronteira entre Kargowa e parte de Chwalim, que pertencia aos cistercienses de Obra. Ela ia de um monte na colina Strzyżyna, na foz do rio Mościska, até o rio Głogownik.
Em 1510, os documentos fiscais registraram 9 lans estabelecidas e 8 abandonadas na vila, 2 pousadas, um moinho abandonado com uma roda de água e uma fazenda senhorial. Em 1530, foi registrada a cobrança de impostos de 3 lans. Em 1563, foi registrada a cobrança de 4 lans, uma pousada, um moinho de água com uma roda. Em 1564, foram registradas 7 lans na aldeia. Em 1581, houve uma cobrança de 4 lans, 1/4 de lans pertencentes à pousada, bem como de 7 proprietários rurais, 5 oficiais de justiça, um trabalhador contratado chamado rataj, 4 artesãos, um pescador, um pastor de ovelhas com 80 ovelhas, um moinho de água de uma roda de água, uma serraria de uma roda, uma destilaria de bebidas e um moinho de vento.
- 1637 — por meio de uma concessão do rei Ladislau IV, a cidade recebeu o privilégio de realizar quatro feiras por ano e um mercado por semana.
- 1641 — o vilarejo é comprado pelo starosta de Gniezno, o conde Jerzy Unrug, e recebe o nome de Unrugowo (a cidade continua sendo propriedade da família Unrug de 1661 a 1837).
- 1661 — Kargowa (Unrugowo) recebeu todos os direitos de cidade do rei João II Casimiro em reconhecimento aos serviços prestados por Christopher Unrug durante o Dilúvio. Os colonos eram principalmente refugiados da Silésia, que foram perseguidos por suas crenças religiosas.[5] A cidade estava situada na fronteira entre Brandemburgo e Silésia, na rota de Poznań, passando por Wolsztyn e Gubin, até Dresden, e, portanto, servia como alfândega e ponto de parada durante as viagens a Dresden dos governantes poloneses, Augusto II, o Forte, e Augusto III. Isso significava que um posto permanente da companhia de infantaria estava estacionado na cidade.
- 1793 — como resultado da Segunda Partição da Polônia, a cidade ficou sob a administração do Reino da Prússia.
  - 27 de janeiro — uma companhia de infantaria polonesa, sob o comando do capitão Stefan Więckowski, guarneceu a prefeitura e abriu fogo contra o batalhão prussiano que entrava na cidade, opondo-se à ocupação de terras polonesas pelos prussianos.[6]
- 1807 — Kargowa pertence ao Ducado de Varsóvia.
- 1815 — como resultado das disposições do Congresso de Viena, a cidade volta a fazer parte do Reino da Prússia.
- 1818 — a cidade torna-se parte do condado de Babimost.
- 1919 — a cidade é tomada pelos insurgentes da Revolta da Grande Polônia, mas, devido à clara predominância da população alemã, o Tratado de Versalhes deixa a cidade nas fronteiras da Alemanha como parte da Fronteira Poznań-Prússia Ocidental.
- 1938 — como resultado da liquidação da província Marca de Fronteira, Kargowa é incorporada ao condado de Sulechów-Świebodziński.
- 1945 — a cidade é reincorporada à Polônia; a maioria dos antigos habitantes é expulsa para a Alemanha. Depois que a cidade é povoada por cidadãos poloneses, a indústria alimentícia se desenvolve (o maior empregador foi, por muitos anos, a Fábrica de Açúcar “Dąbrówka”, hoje uma filial da Nestlé).[7]

População antes de 1945
- 1815–1518 habitantes
- 1858–1920 habitantes
- 1885–1604 habitantes
- 1934–1807 habitantes

## Demografia
Conforme os dados do Escritório Central de Estatística da Polônia (GUS) de 31 de dezembro de 2022, Kargowa é uma cidade muito pequena com uma população de 3 797 habitantes (31.º lugar na voivodia da Lubúsquia e 657.º na Polônia), tem uma área de 4,55 km² (37.º lugar na voivodia da Lubúsquia e 855.º lugar na Polônia) e uma densidade populacional de 834,51 hab./km² (20.º lugar na voivodia da Lubúsquia e 397.º lugar na Polônia). Nos anos 2002–2021, o número de habitantes aumentou 3,7%.
Os habitantes de Kargowa constituem cerca de 5,03% da população do condado de Zielona Góra, constituindo 0,39% da população da voivodia da Lubúsquia.
| Descrição                         | Total      | Total    | Mulheres   | Mulheres | Homens     | Homens   |
| --------------------------------- | ---------- | -------- | ---------- | -------- | ---------- | -------- |
| unidade                           | habitantes | %        | habitantes | %        | habitantes | %        |
| população                         | 3 797      | 100      | 1 949      | 51,3     | 1 848      | 48,7     |
| superfície                        | 4,55 km²   | 4,55 km² | 4,55 km²   | 4,55 km² | 4,55 km²   | 4,55 km² |
| densidade populacional (hab./km²) | 834,51     | 834,51   | 428,10     | 428,10   | 406,41     | 406,41   |

## Monumentos históricos

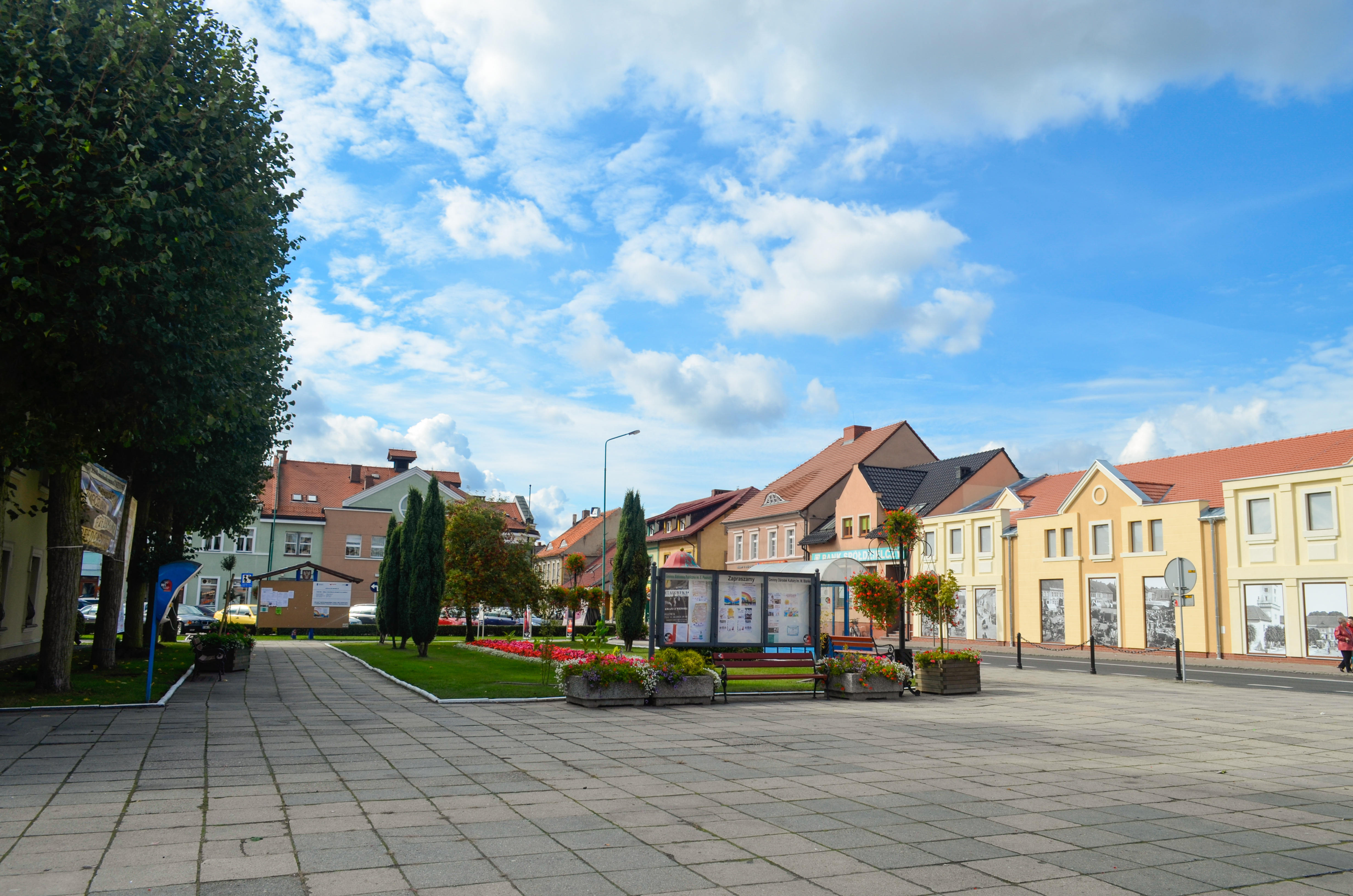
Vista da prefeitura para as casas da praça

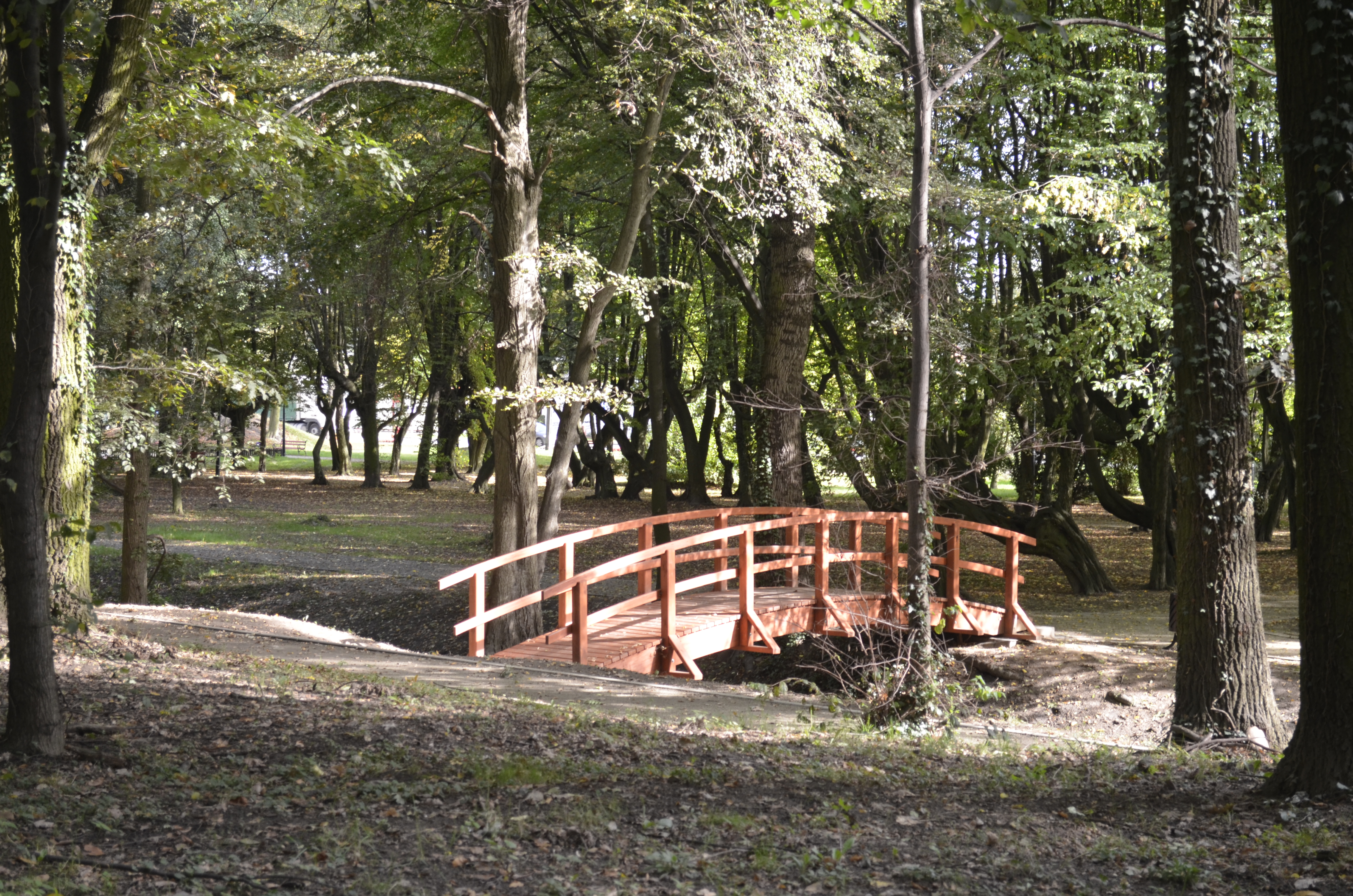
Parque no castelo

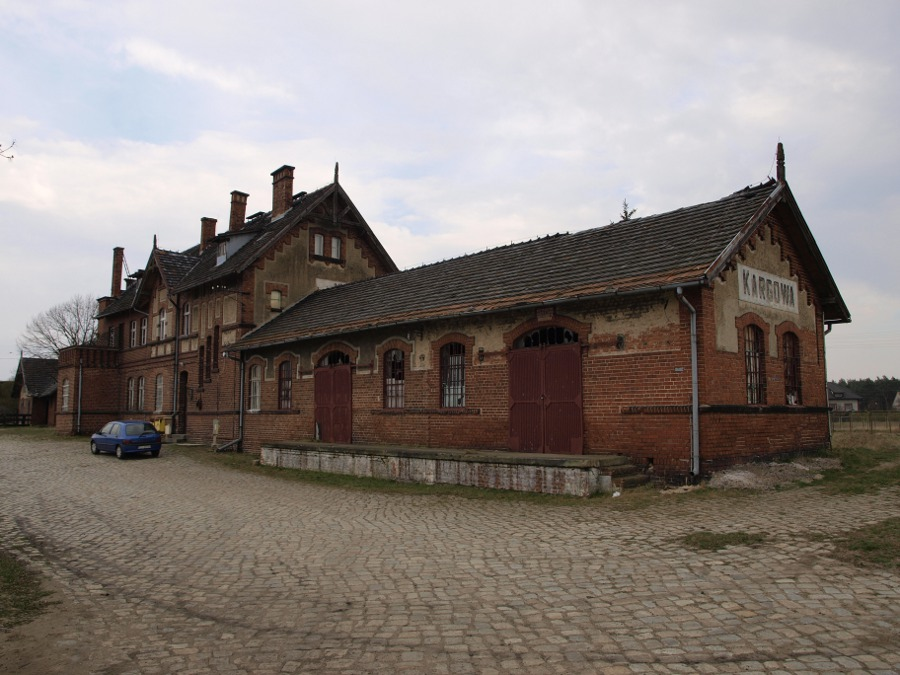
Prédio da estação ferroviária desativada

O registro provincial de monumentos inclui:
- A cidade, incluindo a praça do mercado, o traçado urbano e os edifícios dos séculos XVIII e XIX
- Igreja filial pós-evangélica, agora católica romana, de São Maximiliano Kolbe, classicista, do século XVIII; reconstruída em 1801–1805, com a torre acrescentada em 1832, rua Górna, 2
- Prefeitura, do século XVII, reconstruída em 1856
- Complexo do palácio, do século XVIII:
  - Palácio, palácio barroco tardio de 1731–1733, construído a pedido do rei Augusto II, o Forte, com projeto de Johann Christoph Knöffel. O palácio foi construído perto da residência anterior da família Unruga e tinha a intenção de servir como residência real durante a viagem do rei na rota Dresden-Varsóvia, mas a morte do rei em 1733 fez com que a construção avançada fosse interrompida. O palácio foi incendiado pela população local em 1735 e posteriormente reconstruído com detalhes simplificados. Em 1837, os partidários prussianos tomaram o palácio à força, apenas para vendê-lo de volta às mãos dos alemães. Os edifícios do palácio também incluem:
  - Celeiro
  - Dependências da segunda metade do século XVIII.
  - Parque paisagístico com uma histórica avenida de tílias e uma faia de folhas vermelhas excepcionalmente impressionante, provavelmente a segunda mais espessa do país, com uma circunferência de 685 cm (em 2012)[12]
- Casas com empena, rua Stycznia, 27, n.º 5b; 4, 11, 12, 14, 15, 16, em enxaimel, por volta de 1800, século XVIII, n.º 18, 19, 36, em enxaimel, de meados do século XIX

Outros monumentos
- Sinagoga
- Cemitério judeu
- Igreja de Santo Adalberto, neogótica de 1892
- Estação ferroviária, fechada no século XIX

## Transporte
A cidade fica no cruzamento da estrada nacional n.º 32, da estrada provincial n.º 313 e da estrada provincial n.º 314.
A extinta linha ferroviária Sulechów — Wolsztyn passa pela cidade (o transporte de passageiros foi suspenso em 1994).

## Cultura
Há uma câmara memorial na prefeitura.
A oferta cultural é fornecida pelo Centro Cultural Municipal.

## Esporte
Desde 1947, existe o Clube Esportivo Municipal “Cargovia” Kargowa, que joga na classe distrital.

## Comunidades religiosas
- Igreja Católica de Rito Latino:
  - Paróquia de Santo Adalberto[16]
- Testemunhas de Jeová:
  - Igreja em Kargowa (Salão do Reino, rua Ogrodowa, 4)